# Gryllica prava
Gryllica prava är en skalbaggsart som beskrevs av Lane 1973. Gryllica prava ingår i släktet Gryllica och familjen långhorningar. Inga underarter finns listade i Catalogue of Life.